# Nimzowitsch-Verteidigung
|   | a | b | c | d | e | f | g | h |   |
| 8 |   |   |   |   |   |   |   |   | 8 |
| 7 |   |   |   |   |   |   |   |   | 7 |
| 6 |   |   |   |   |   |   |   |   | 6 |
| 5 |   |   |   |   |   |   |   |   | 5 |
| 4 |   |   |   |   |   |   |   |   | 4 |
| 3 |   |   |   |   |   |   |   |   | 3 |
| 2 |   |   |   |   |   |   |   |   | 2 |
| 1 |   |   |   |   |   |   |   |   | 1 |
|   | a | b | c | d | e | f | g | h |   |

Die Grundstellung der Nimzowitsch-Verteidigung nach 1. … Sb8–c6
Bei der Nimzowitsch-Verteidigung handelt es sich um eine Eröffnung des Schachspiels. Sie zählt zu den Halboffenen Spielen. Ihr ECO-Code ist B00.
Die Grundstellung dieser Eröffnung entsteht nach den Zügen 1. e2–e4 Sb8–c6.
Als häufigste und zugleich stärkste Fortsetzung ist nun 2. d2–d4 anzutreffen, worauf der stärkste schwarze Zug 2. … d5 ist. Hieran zeigt sich der Sinn des Springerzugs: Im Zentrum vorerst flexibel zu bleiben, um dann schließlich einen Gegenstoß durchzuführen. Dieser Zug wurde auch von Nimzowitsch selbst gespielt. Daraufhin hat Weiß 3 Möglichkeiten:
3. e5 Lf5 4. c3 (es drohte bereits Sb4, nebst c5) e6 5. Sf3 und hier erinnert der schwarze Aufbau an die Französische Verteidigung, mit dem Unterschied, dass der Bauer auf c7 nicht vorgerückt wurde, dafür aber der weißfeldrige Läufer entwickelt ist.
3. exd5 Dxd5 4. Sf3 Lg4 5. Le2  0–0–0, wonach die Stellung an die Skandinavische Verteidigung erinnert. Hier hat Schwarz bereits die Initiative, da er einen starken Druck gegen d4 ausübt, weshalb Weiß von dieser Variante abzuraten ist.
3. Sc3 dxe4 4. d5 Se5 5. Dd4 Sg6 6. Dxe4 Sf6 7. Lb5+ c6. Diese Zugfolge bietet dem Weißen noch die besten Möglichkeiten, wobei auch diese Stellung in etwa ausgeglichen ist.
Paradoxerweise ist gerade 2. Sg1–f3 e7–e5 aus psychologischer Sicht eine kritische Variante, da Schwarz gerade mit seinem ersten Zug beabsichtigt, ausanalysierte Varianten zu umgehen, wohingegen in dieser Variante durch Zugumstellung die üblichen Eröffnungen des Königsspringerspiels erreicht werden können. Möglich ist noch ein Übergang in die Aljechin-Verteidigung mittels 2. … Sf6. Jedoch wird der Springer am schwarzen Königsflügel normalerweise nicht so früh entwickelt. Außerdem kann Schwarz das Colorado-Gambit mit 2. …  f5 versuchen. 
Weiterhin kann auch 2. Sb1–c3 e7–e5 (Wiener Partie mit 2. … Sb8–c6) 3. Sg1–f3 (Dreispringerspiel) Sg8–f6 gespielt werden. Danach bietet sich
4. Lf1–b5 (Übergang ins Vierspringerspiel, ECO C48),
4. Lf1–c4 (Übergang ins Zweispringerspiel im Nachzuge mit 4. Sb1–c3, ECO C55) oder 4. d2–d4 an.
Benannt ist die Zugfolge nach Aaron Nimzowitsch, einem Spieler der Weltspitze des frühen 20. Jahrhunderts. Da sie zuvor bereits von dem ansonsten eher unbekannten deutschen Spieler Eduard Fischer (1831–1897) gespielt wurde, findet sich gelegentlich auch die Bezeichnung Fischer-Nimzowitsch-Verteidigung. Anders als die Nimzowitsch-Indische Verteidigung, die zum Standardrepertoire vieler Top-Spieler gehört, ist die Nimzowitsch-Verteidigung auf Großmeisterniveau heutzutage nur sehr selten anzutreffen.